# سیلیسی‌شدن

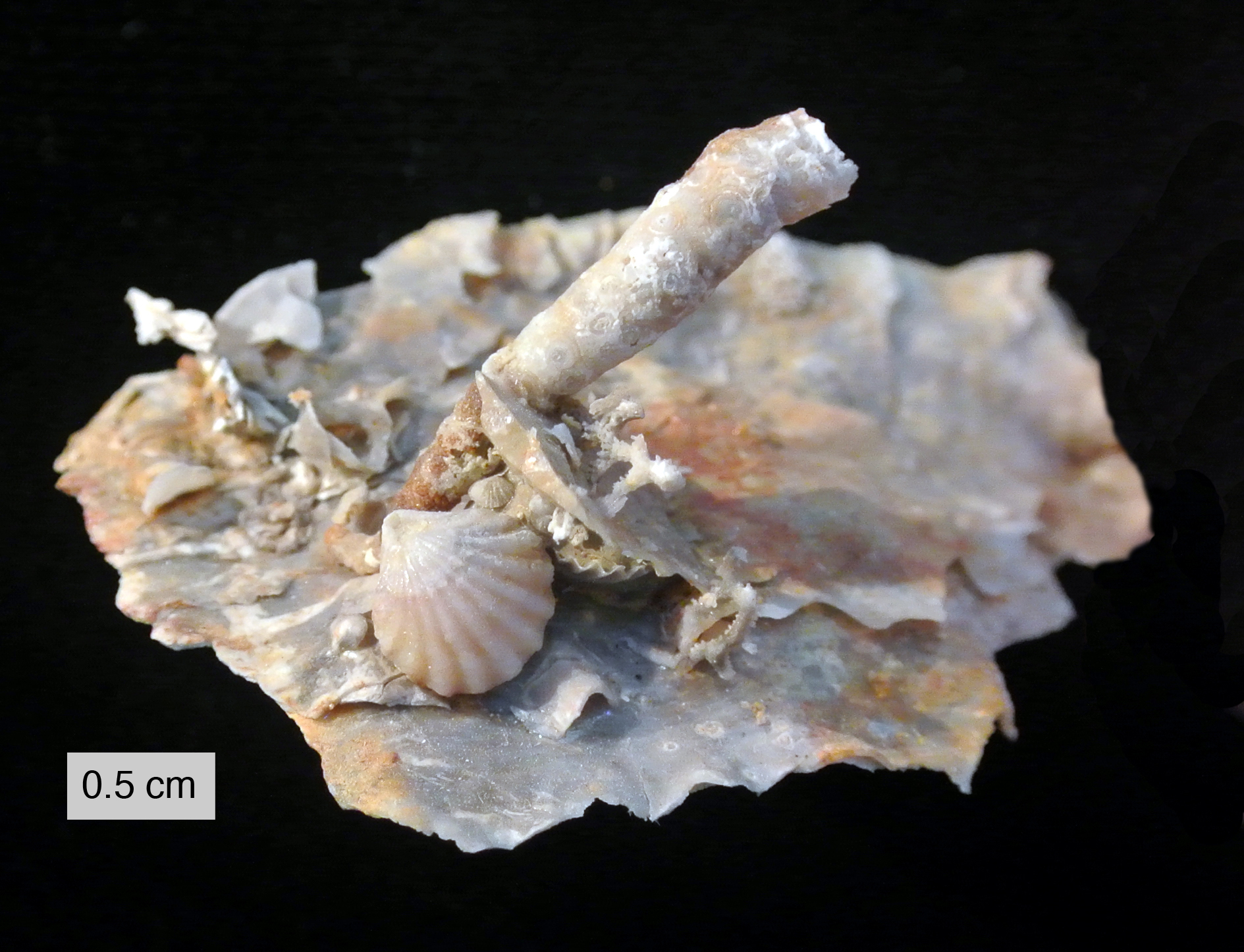
پوسته‌های فسیلی سیلیسی‌شده

در زمین‌شناسی، سیلیسی‌شدن (به انگلیسی: Silicification) یک فرایند سنگ‌سازی است که در آن سیال‌های غنی از سیلیس به درون حفره‌های مواد زمین مانند سنگ‌ها، چوب، استخوان‌ها، پوسته‌ها نفوذ می‌کنند و سیلیس را جایگزین مواد اولیه می‌کنند (SiO 2). سیلیس یک ترکیب طبیعی موجود و فراوان است که در مواد آلی و معدنی از جمله پوسته و گوشته زمین یافت می‌شود. سازوکارهای سیلیی‌شدن گوناگونی وجود دارد. در سیلیسی‌شدن چوب، سیلیس به درون شکاف‌ها و حفره‌های چوب مانند آوندها و دیواره‌های سلولی نفوذ کرده و آن‌ها را اشغال می‌کند. ماده آلی اصلی در طول فرایند حفظ می‌شود و به‌تدریج در طول زمان تجزیه می‌شود. در سیلیی‌شدن کربنات‌ها، سیلیس با همان حجم جایگزین کربنات‌ها می‌شود. جایگزینی از طریق انحلال کانی‌های سنگی اصلی و رسوب سیلیس انجام می‌شود. این کار سبب حذف مواد اصلی از سیستم می‌شود. بستگی به ساختار و ترکیب سنگ اصلی، سیلیس ممکن است جایگزین اجزای معدنی خاص سنگ شود. اسید سیلیسیک (H 4 SiO 4) در مایعات غنی‌شده با سیلیس، کوارتز، عقیق یا کلسدونی عدسی‌شکل، ندولار، فیبری یا تجمع یافته را تشکیل می‌دهد که در داخل سنگ رشد می‌کند. سیلیسی شدن زمانی رخ می‌دهد که سنگ‌ها یا مواد آلی با آب‌های سطحی غنی از سیلیس در تماس باشند، در زیر رسوبات مدفون‌شده و آمادگی جریان آب زیرزمینی باشند یا در زیر خاکسترهای آتشفشانی مدفون شوند. سیلیسی‌شدن اغلب با فرآیندهای هیدروترمال همراه است. دما برای سیلیسی‌شدن در شرایط مختلف متغیر است: در شرایط دفن یا آب‌های سطحی، دمای سیلیسی‌شدن می‌تواند حدود ۲۵–۵۰ درجه باشد. در حالی که دما برای اجزای سیال سیلیسی می‌تواند تا ۱۵۰–۱۹۰ درجه باشد. سیلیسیشدن می‌تواند در طول یک مرحله رسوب‌گذاری همزمان یا پس از رسوب‌گذاری رخ دهد، معمولاً در امتداد لایه‌هایی که تغییرهای رسوب‌گذاری مانند ناهماهنگی‌ها یا سطوح بستر را نشان می‌دهند.